# Bingoal WB Devo Team
Das Bingoal WB Devo Team war ein belgisches Radsportteam mit Sitz in Manage.

## Organisation und Geschichte
Die Mannschaft wurde 2012 gegründet und nahm als UCI Continental Team an den UCI Continental Circuits teil. Manager war zunächst Jean-Denis Vandenbroucke, der ab der Saison 2013 auch die sportliche Leitung selbst übernahm.
Zur Saison 2019 wurde das Team zum offiziellen Nachwuchsteam des damaligen UCI Professional Continental Teams Wallonie-Bruxelles und in dessen Teamstrukturen integriert. Zum Team gehörten ausschließlich U23-Fahrer die bis auf wenige Ausnahmen aus Belgien kamen.
Im Zuge der Fusion von Bingoal WB mit dem belgischen Continental Team Philippe Wagner/Bazin wurde das Bingoal WB Devo Team nach der Saison 2024 aufgelöst.

## Erfolge pro Saison
| Rennserie                 | 2012 | 2013 | 2014 | 2015 | 2016 | 2017 | 2018 | 2019 | 2020 | 2021 | 2022 | 2023 | 2024 |
| ------------------------- | ---- | ---- | ---- | ---- | ---- | ---- | ---- | ---- | ---- | ---- | ---- | ---- | ---- |
| UCI ProSeries             | -    | -    | -    | -    | -    | -    | -    | -    | -    | -    | -    | -    | -    |
| UCI Continental Circuits  | 3    | 3    | -    | 1    | -    | -    | 2    | 1    | -    | -    | 1    | -    | -    |
| nationale Meisterschaften | -    | -    | -    | -    | -    | -    | 1    | -    | -    | -    | -    | -    | -    |

## Platzierungen in UCI-Ranglisten
Platzierungen in der UCI-Weltrangliste
| World Ranking | World Ranking | World Ranking                 | World Ranking |
| Jahr          | Teamwertung   | Einzelwertung                 |               |
| ------------- | ------------- | ----------------------------- | ------------- |
| 2016          | —             | Rémy Mertz (1287. )           |               |
| 2017          | —             | Julien Mortier (1154. )       |               |
| 2018          | —             | Lionel Taminiaux (964. )      |               |
| 2019          | 151.          | Jens Reynders (768. )         |               |
| 2020          | 160.          | Sébastien van Poppel (1396. ) |               |
| 2021          | 150.          | Nathan Vandepitte (1075. )    |               |
| 2022          | 184.          | Gil Gelders (1452. )          |               |
| 2023          | 176.          | Michiel Lambrecht (1349. )    |               |
| 2024          | 135.          | Jens Reynders (843. )         |               |
|               |               |                               |               |
| Quelle: UCI   |               |                               |               |

UCI Europe Tour
| Saison | Mannschaftswertung | Fahrerwertung           |
| ------ | ------------------ | ----------------------- |
| 2012   | 78.                | Antoine Demoitié (240.) |
| 2013   | 74.                | Boris Vallée (185.)     |
| 2014   | 81.                | Antoine Warnier (424.)  |
| 2015   | 119.               | Jimmy Duquennoy (752.)  |
| 2016   | 96.                | Rémy Mertz (883.)       |
| 2017   | 80.                | Norman Vahtra (497.)    |
| 2018   | 86.                | Lionel Taminiaux (587.) |